# CCC (компанія)
CCC Spółka Akcyjna — польська компанія зі штаб-квартирою у Польковицях, зайнята в галузі виробництва та розповсюдження взуття. Працює на ринках Польщі, Чехії, Словаччині, Угорщині, Німеччині, Австрії, Хорватії, Словенії, Росії, Латвії, Литві, Естонії, Румунії, Болгарії, України, Сербії, Катару та Об'єднаних Арабських Еміратів (станом на 9 червня 2019 року). Один з підрозділів займається виробництвом взуття. Акції компанії торгуються на Варшавській фондовій біржі з 2 грудня 2004 року. Її частка на польському ринку взуття оцінюється незалежними дослідженнями у 18%. Назва «CCC» походить від гасла Cena czyni cuda (Ціна творить дива). Ключовим акціонером компанії є Даріуш Мілек, який розпочав свою ділову кар'єру, торгуючи на ринку Любіна.
Продаж взуття здійснюється в рамках власних салонів і франшизних магазинів. У 2019 році під торговою маркою «CCC» працювало 1 219 магазинів. Джерелами постачання є як іноземні, так і вітчизняні польські виробники. Група має значну ринкову перевагу у власності виробництва взуття «CCC Factory».
У січні 2016 року група CCC стала основним акціонером «eobuwie.pl SA», придбавши 75 % акцій цієї компанії. Таким чином, вона отримала можливість продавати взуття через канал електронної комерції.

## Група компаній
- CCC SA — управління торговою мережею групи;
- CCC Factory Sp. z o. o. — виробник взуття;
- CCC Boty Czech sro — дочірня компанія, відповідальна за організацію мережі та продаж продукції в Чехії;
- CCC Hungary Shoes Kft. — дочірня компанія, відповідальна за організацію мережі та продаж продукції в Угорщині;
- CCC Slovakia sro — дочірня компанія, відповідальна за організацію мережі та продаж продукції у Словаччині;
- CCC Hrvatska doo — дочірня компанія, відповідальна за організацію мережі та продаж продукції в Хорватії;
- CCC Austria GmbH — дочірня компанія, відповідальна за організацію мережі та продаж продукції в Австрії;
- CCC Germany GmbH — дочірня компанія, відповідальна за організацію мережі та продаж продукції в Німеччині;
- CCC Shoes Bulgaria EOOD — дочірня компанія, відповідальна за організацію мережі та продаж продукції в Болгарії;
- CCC Obutev DOO — дочірня компанія, відповідальна за організацію мережі та продаж продукції у Словенії;
- CCC Shoes & Bags DOO — дочірня компанія, відповідальна за організацію мережі та продаж продукції в Сербії.

## Спонсорство
«CCC» є постійним спонсором професійних спортивних колективів. Компанія — спонсор жіночої баскетбольної команди «CCC Polkowice» та професійної велосипедної групи «CCC Sprandi Polkowice». Баскетбольна команда є лідером національного чемпіонату. З іншого боку, CCC підтримує селекційну діяльність, утримуючи ряд регіональних команд, вихованці яких переходять до команди першої ліги «CCC Polkowice». Крім того, CCC просуває кращу професійну команду з велоспорту, яка має низку досягнень у галузі велоспорту, в тому числі індивідуальні та командні перемоги в «Tour de Pologne».
16 липня 2018 року було оголошено, що після 12 сезонів роботи під назвою «BMC Racing Team», в сезоні 2019 року титульним спонсором команди «BMC Racing» буде польська компанія CCC, окрім пов'язаної зміни назви, команда з нового сезону переїхала до Польщі. Команду з велоспорту «UCI WorldTeams» перейменовано на «CCC Team».

## Галерея
|                                    |
| Магазин мережі у місті Брно, Чехія |

|                                                         |
| Магазин мережі у торговому центрі Томашува-Мазовецького |

|                                                            |
| Магазин мережі у торговому центрі Островцю-Свентокшиському |